# Основний союзник поза НАТО
Основний союзник поза НАТО (ОСП НАТО) (англ. Major Non-NATO Ally або MNNA) — визначення уряду Сполучених Штатів Америки, що характеризує тісні стратегічні та військові відносини з країнами, які не є членами НАТО.
Введення подібного статусу у двосторонніх відносинах визначає пріоритетність розвитку взаємодії США з цими країнами, зокрема можливість участі у спільних оборонних ініціативах, проведення спільних досліджень військового характеру, участь у низці обмежених контртерористичних заходів, постачання обмежених видів озброєння, спільна участь у космічних проєктах.
Статус ОСП НАТО був законодавчо визначений 1989 року. Наявність статусу не визначається входженням країн у ті чи інші військові блоки.

## Історія
Статус ОСП НАТО був вперше створений 1987 року, коли розділ 2350a, також відомий як Поправка Сема Нанна, був доданий Конгресом до 10 розділу Кодексу США (Збройні сили). Він передбачав, що угоди про співпрацю в галузі досліджень і розробок можуть бути укладені з союзниками, що не входять до НАТО, міністром оборони за згодою державного секретаря.

Початковими основними союзниками поза НАТО були Австралія, Єгипет, Ізраїль, Японія та Південна Корея. 1996 року основні союзники, що не входять до НАТО, отримали додаткові військові та фінансові вигоди, коли розділ 2321k був доданий до Розділу 22 (Зовнішні відносини) Кодексу США (також відомого як розділ 517 Закону про іноземну допомогу 1961 року), який додав багатонаціональні мережі до винятків із Закону про контроль за експортом зброї, якими користувалися члени НАТО. Він також уповноважив президента визначити країну як ОСП через тридцять днів після повідомлення Конгресу. Після набуття чинності статут визначав перших п'ять країн головними союзниками, що не входять до НАТО, і додавав до списку Йорданію та Нову Зеландію.

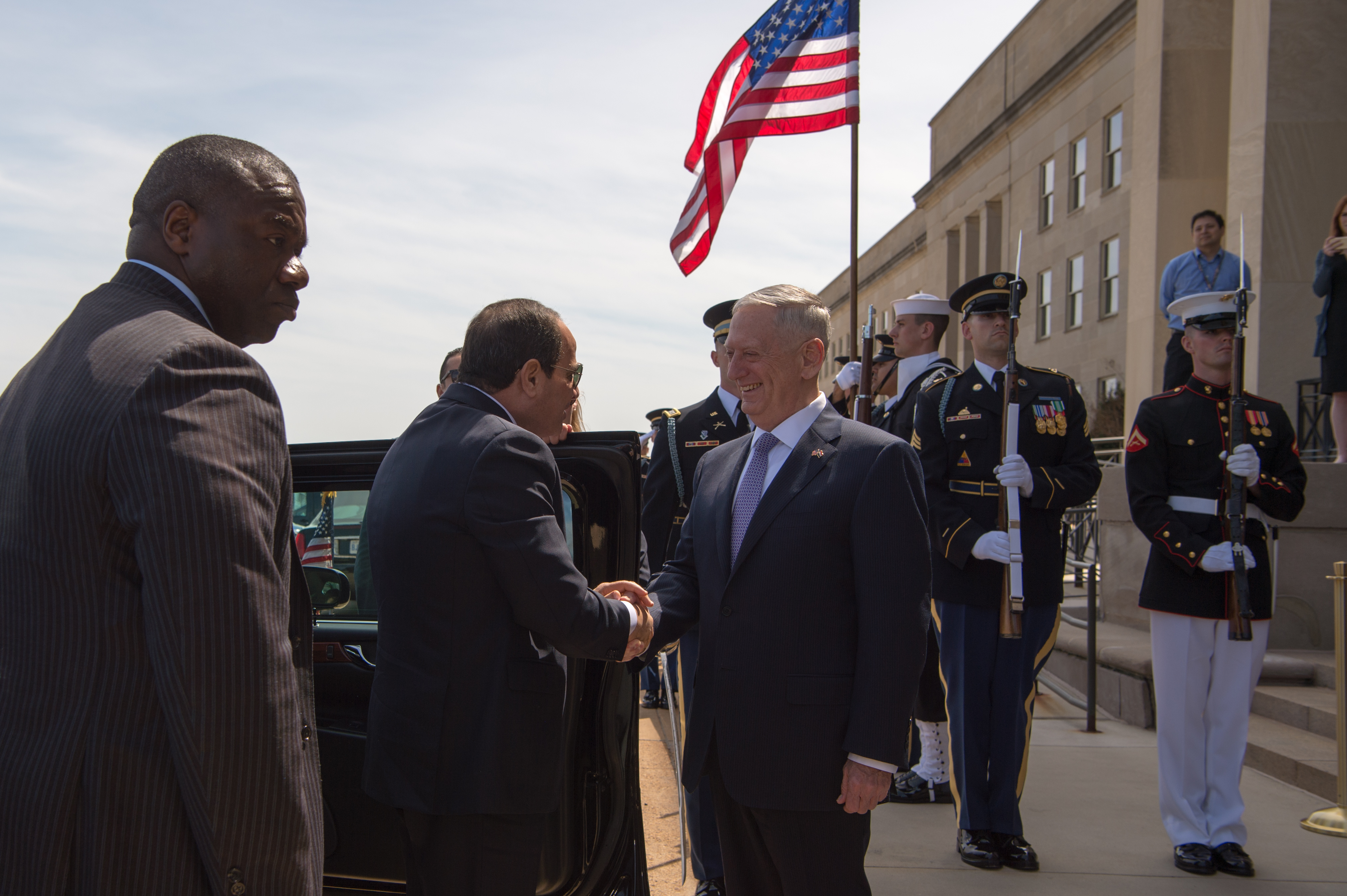
Міністр оборони Джим Меттіс зустрічається з президентом Єгипту Абделем Фатах ель-Сісі в Пентагоні, 5 квітня 2017

### Нова Зеландія
Стратегічне та військове співробітництво США та Нової Зеландії зазнало невдач після розпаду альянсу ANZUS 1984 року через входження ядерних кораблів. Призначення Нової Зеландії як ОСП відображало потепління відносин між країнами. У червні 2012 року Нова Зеландія підписала угоду про партнерство з НАТО щодо подальшого зміцнення відносин.

### Аргентина
1998 року президент Білл Клінтон назвав Аргентину союзником за «аргентинський компроміс і внесок у міжнародний мир і безпеку» за її внесок у війні в Перській затоці (Аргентина була єдиною південноамериканською країною, яка приєдналася до боротьби коаліції проти Іраку), і за її постійну підтримку Миротворчих сил ООН.

### Тайвань, Таїланд, Філіппіни, Сінгапур

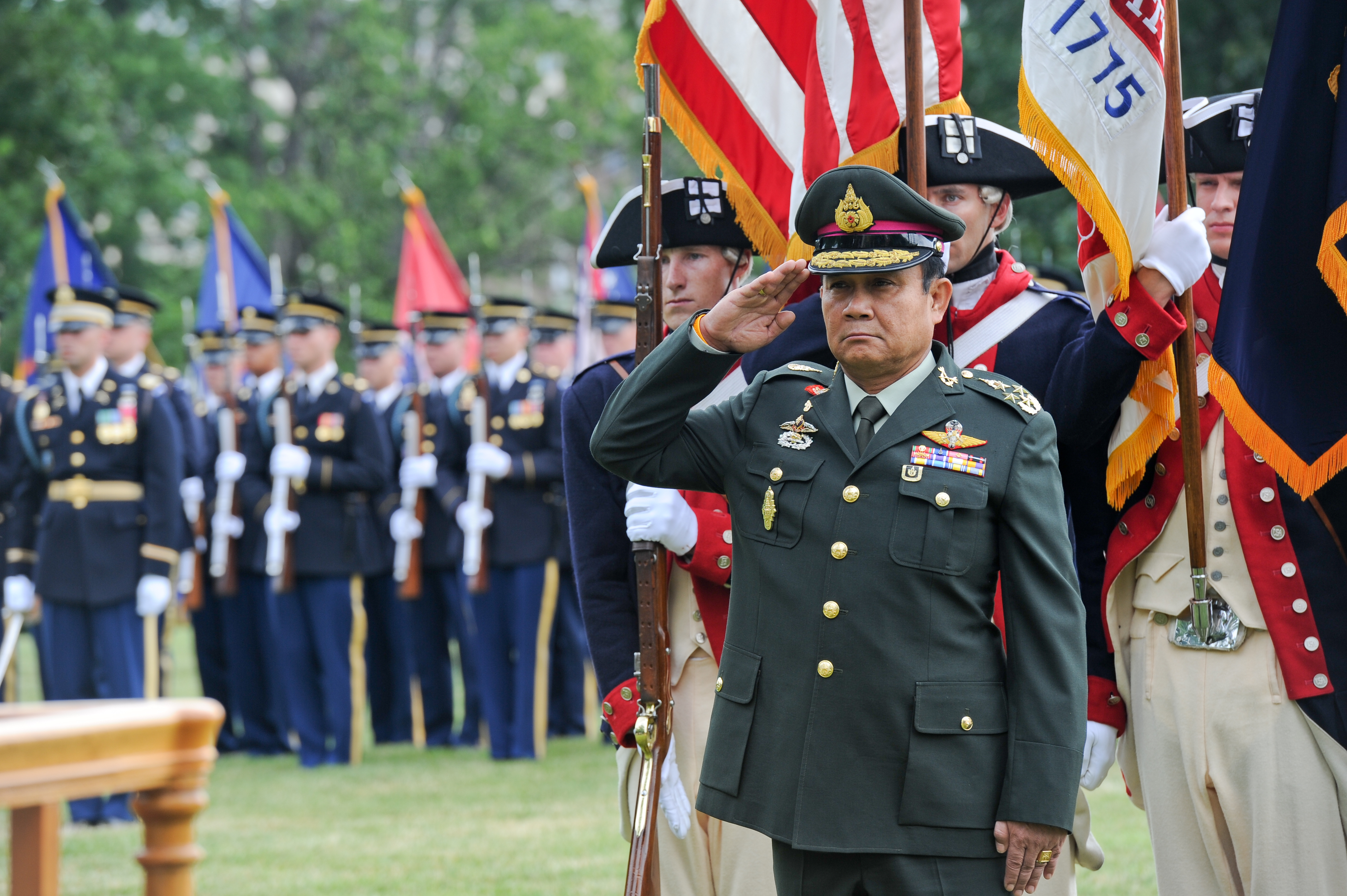
Прайут Чан-о-ча, головний командувач Королівської армії Таїланду, в Арлінгтоні, штат Вірджинія, 6 червня 2013

Коли 30 вересня 2002 року Конгрес ухвалив Закон про санкціонування закордонних відносин на 2003 фінансовий рік, він вимагав, щоб до Тайваню «ставилися так, ніби його визначили головним союзником, що не входить до НАТО». Попри деякі початкові сумніви щодо втручання Конгресу в повноваження президента у закордонних справах, адміністрація Буша 29 серпня 2003 року подала лист до Конгресу, у якому Тайвань визначався основним союзником, що не входить до НАТО.
Приблизно тоді ж запрошення надіслали до Таїланду та Філіппін, які обидві країни прийняли. Як повідомляється, Сінгапуру пропонували подібну домовленість, але він відхилив пропозицію.

### Пакистан
Призначення деяких країн основними союзниками поза НАТО не минуло без суперечок. Представники США Тед По (R-TX) і Рік Нолан (D-MN) представили H.R. 3000 — законопроєкт про скасування позиції Пакистану як ОСП НАТО, посилаючись на неадекватні зусилля з боротьби з тероризмом, переховування Осами бен Ладена і пакистанську підтримкою талібів.
2017 року генерал Джозеф Данфорд, голова Об'єднаного комітету начальників штабів, звинуватив Пакистанську міжвідомчу розвідку (ІСІ) у зв'язках з терористичними групами. Reuters повідомляв, що «можливі відповіді адміністрації Трампа, які обговорюються, передбачають розширення американських ударів безпілотників і, можливо, з часом зниження статусу Пакистану як головного союзника, що не входить до НАТО».

### Бразилія
2019 року Дональд Трамп визначив Бразилію основним союзником, що не входить до НАТО, після робочого візиту президента Бразилії Жаїра Болсонару.

### Туніс
У травні 2015 року президент США Барак Обама, приймаючи в Білому домі свого туніського колегу Беджі Каїда Ес-Себсі, заявив про намір зробити Туніс союзником, що не входить до НАТО.

### Країни Перської затоки
Під час саміту в Кемп-Девіді 2015 року з державами Ради співпраці країн Перської затоки адміністрація Обами розглядала питання про призначення Саудівської Аравії, Об'єднаних Арабських Еміратів, Оману та Катару як ОСП НАТО.

## Потенційні ОСП НАТО

### Грузія, Молдова, Україна
2014 року, після анексії Криму Росією, до Конгресу Сполучених Штатів внесли законопроєкт про надання статусу основного союзника поза НАТО Грузії, Молдові та Україні.
21 липня 2014 Президент України Петро Порошенко заявив, що є підстави звернутися до Конгресу США про надання Україні статусу головного союзника поза блоком НАТО. 11 грудня 2014 року Сенат США (Верхня палата Конгресу) підтримав законопроєкт S.2828 під назвою «Акт підтримки свободи в Україні 2014» щодо надання Україні озброєння та статусу союзника без членства в Організації північноатлантичного договору (НАТО). Аналогічний законопроєкт під номером H.R.5782 повинен також бути підтриманим Палатою представників (Нижня палата Конгресу), і тільки потім президент США Барак Обама повинен був вирішувати, чи підтримувати рішення Конгресу, чи накласти вето.
1 червня 2019 року Палата представників Конгресу США представила законопроєкт, який передбачає посилення підтримки суверенітету й територіальної цілісності України, розширення оборонної допомоги та надання Україні статусу головного військово-політичного союзника США. Законопроєкт про те, щоб зробити Україну ОСП НАТО, внесли до Палати представників США в травні 2019 року.

### Індія
У червні 2019 року американські законодавці передбачили посилення статусу Індії, хоча це не дозволило зробити її основним союзником поза НАТО.

## Переваги

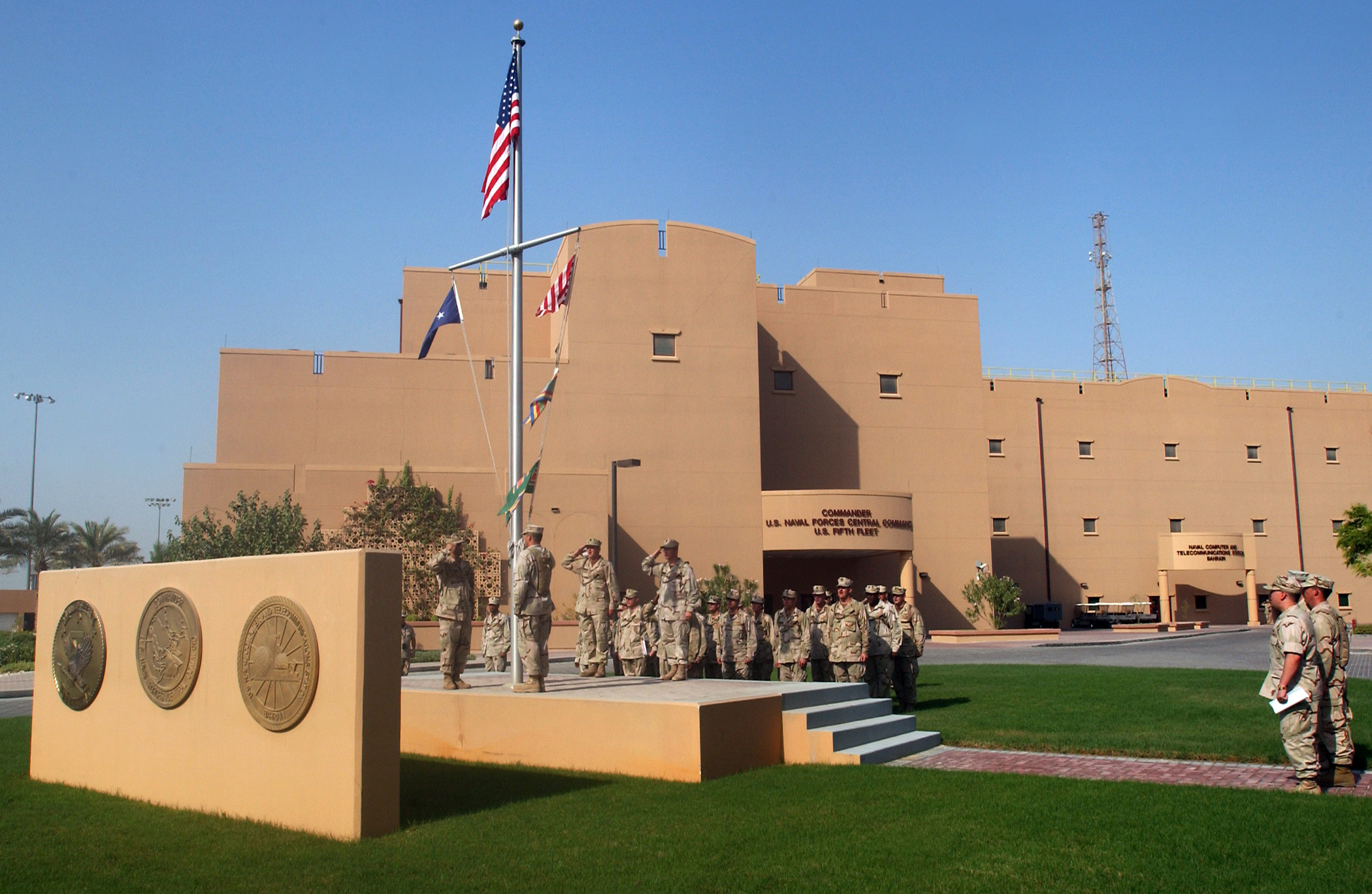
На базі АНБ в Бахрейні розташоване Центральне командування ВМС США та П'ятий флот США

Нації, визначені головними союзниками, що не входять до НАТО, мають право на такі переваги:
- вступ до спільних проєктів досліджень та розробок з Міністерством оборони США на основі спільних витрат
- участь у певних антитерористичних ініціативах
- закупівля протитанкових патронів зі збідненим ураном
- пріоритетна доставка військового надлишку (від пайки до кораблів)
- володіння військовими резервними запасами обладнання, що належить Міністерству оборони США та зберігаються поза межами американських військових баз
- позики обладнання та матеріалів для спільних досліджень, розробок та оцінок
- дозвіл на використання американського фінансування для придбання або оренди певного оборонного обладнання
- взаємне навчання
- прискорена експортна обробка космічної техніки
- дозвіл корпораціям країни-ОСП НАТО робити заявки на певні контракти Міністерства оборони США на ремонт та обслуговування військової техніки за межами США

## Інші типи партнерства

### Ізраїль
У грудні 2014 року Палата США прийняла Закон США про стратегічне партнерство між Сполученими Штатами та Ізраїлем. Ця нова категорія поставила б Ізраїль на одну сходинку вище середньої класифікації країн, що не входять до НАТО, і надала б додаткову підтримку обороні та енергетиці, а також зміцнила б співпрацю вчених. Законопроєкт додатково закликав США збільшити свій запас військових резервів в Ізраїлі до 1,8 млрд доларів США. Законопроєкт не дійшов до голосування і не став законом.

### Індія
2018 року США визнали Індію «головним оборонним партнером». Це сталося менше ніж через місяць після того, як Палата представників ухвалила Закон про оборонні технології та партнерство Індії.

## Країни зі статусом ОСП НАТО
Ці країни є головними союзниками США, які не є членами НАТО:

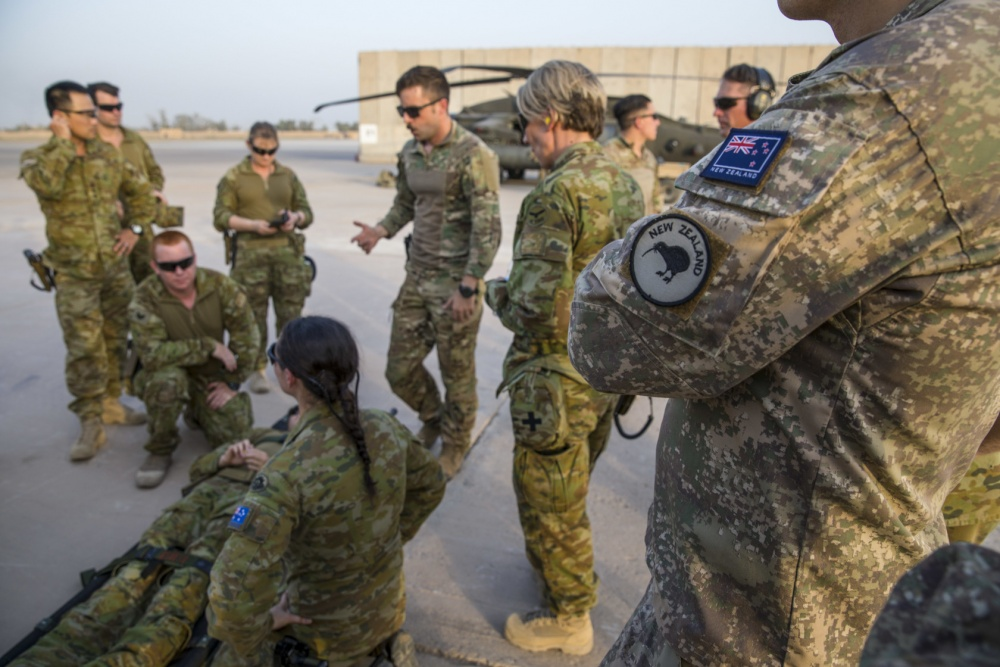
Австралійські сили оборони, Сили оборони Нової Зеландії та особовий склад армії США проводять навчання в таборі Таджі, Ірак, 2018 рік

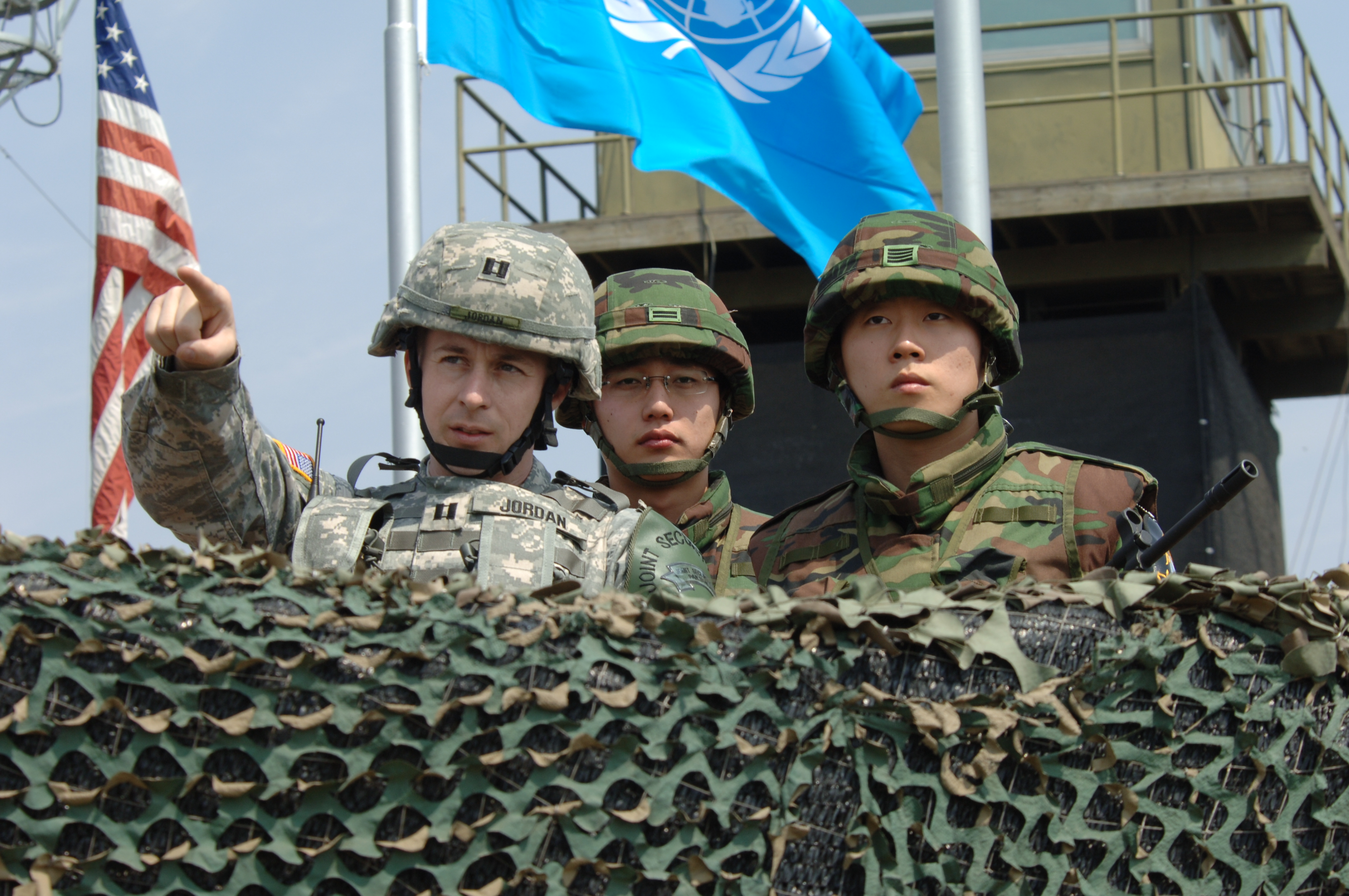
Південнокорейські солдати та офіцер армії США спостерігають за Корейською демілітаризованою зоною 2008 року

### Статус надано Рональдом Рейганом
- Австралія (1987)[28]
- Єгипет (1987)
- Ізраїль (1987)
- Республіка Корея (1987)
- Японія (1987)

### Статус надано Біллом Клінтоном
- Йорданія (1996)
- Нова Зеландія (1997)
- Аргентина (1998)[29]

### Статус надано Джорджем В. Бушем
- Бахрейн (2002)[30]
- Таїланд (2003)[31]
- Тайвань (де-факто) (2003)[32]
- Філіппіни (2003)[31]
- Кувейт (2004)[33]
- Марокко (2004)[34]
- Пакистан (2004)[35]

### Статус надано Бараком Обамою
- Туніс (2015)[36]

### Статус надано Дональдом Трампом
- Бразилія (2019)[37][38]

### Статус надано Джо Байденом
- Катар (2022)[39]
- Колумбія (2022)
- Кенія (2024)

### Історичні країни зі статусом ОСП НАТО
- Ісламська Республіка Афганістан (2012—2022)[40][41]